# ТЕС Триполі-Захід
32°49′30.4″ пн. ш. 12°58′26.0″ сх. д. / 32.825111° пн. ш. 12.973889° сх. д.
ТЕС Триполі-Захід — теплова електростанція в Лівії, розташована на узбережжі Середземного моря у західному передмісті Триполі Джанзурі.
Введення у 1976 році на площадці станції п'яти парових турбін виробництва компанії Alstom потужністю по 65 МВт зробило ТЕС Триполі-Захід першим великим об'єктом електроенергетики в країні. За чотири роки її доповнили другою чергою із двох так само парових турбін індійської компанії BHEL потужністю по 120 МВт.
В середині 2000-х для покриття зростаючого енергодефіциту в країні на ТЕС вирішили спорудити нову конденсаційну чергу із чотирьох турбін по 350 МВт, що збільшило б можливості станції в кілька разів. Після тривалої тендерної процедури генеральним підрядником цього проекту стала південнокорейська Hyundai. Проте його практична реалізація здійснювалась із значними затримками, внаслідок чого станом на 2017 рік було виконано лише 35 % робіт. Втім, у грудні 2017-го Hyundai анонсувала відновлення робіт з наступного року.
Так само у грудні 2017-го уклали контракт з концерном Siemens щодо спорудження ще однієї черги загальною потужністю 680 МВт, яка складатиметься із встановлених на роботу у відкритому циклі чотирьох газових турбін SGT5-PAC 2000E.
Тим часом, поки йшло спорудження нових енергоблоків великої потужності, на площадці ТЕС встановили кілька мобільних газових турбін — дві General Electric типу TM2500+ по 26 МВт у 2014 році та дві Pratt &Whitney типу FT8 по 30 МВт у 2017-му.
З моменту введення в експлуатацію ТЕС використовувала в своїй роботі нафтопродукти, хоча існує план переведення її на природний газ, який постачається до району столиці через газопровід Марса-Брега – Триполі.